# 포메탈
주식회사 포메탈(FORMETAL)은 충청남도 서산시에 본사를 둔 금속 회사이다.